# Warningsacker
Koordinaten: 53° 47′ 51,9″ N, 8° 50′ 47,7″ O

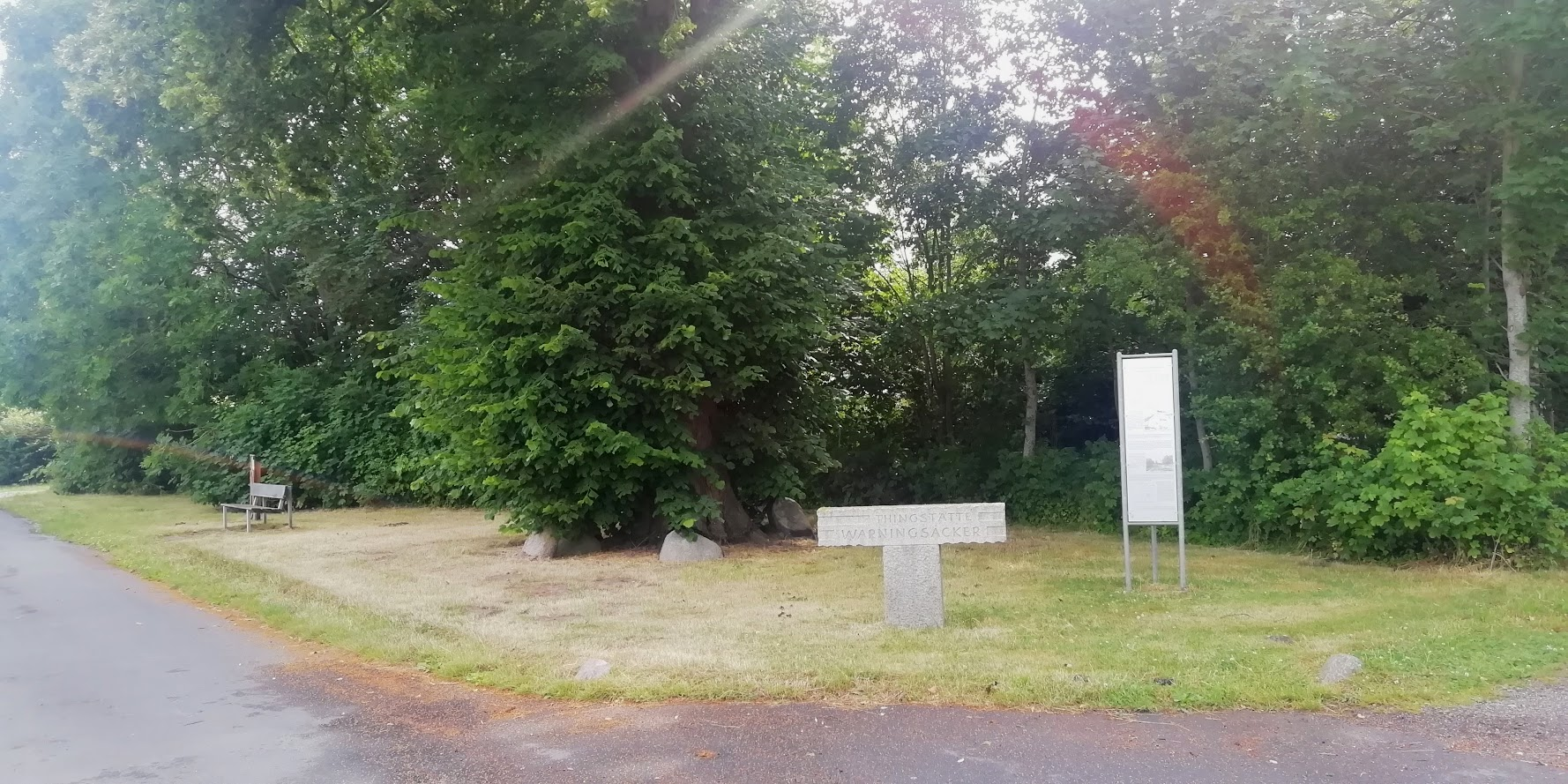
Der Warningsacker in Hadeln

Der Warningsacker war vom Mittelalter, bis weit in die Neuzeit hinein, der historische Landtagsplatz des Landes Hadeln, einer ehemaligen Bauernrepublik im nördlichen Elbe-Weser-Dreieck. Hier versammelten sich unter freiem Himmel die Vertreter aller Kirchspiele, die Hadler Stände, um Rechts- und Regierungsangelegenheiten gemeinschaftlich zu beraten. Der Ort existiert noch heute und befindet sich etwas unscheinbar südöstlich von Cuxhaven-Altenbruch, nahe der Gemeindegrenze zu Otterndorf an der Bundesstraße 73.

## Beschreibung
Der Name geht wahrscheinlich auf den Eigennamen Warn zurück, eine niederdeutsche Nebenform des Namens Werner (vgl.: englisch: Warren), also den Namen des Lokators, der hier die ersten Hollerkolonisten ansiedelte, um das Marschland urbar zu machen. Möglicherweise klingen aber auch die Verben waren und warden an, im Sinne von: „(die Gesetze) beachten, bewahren“. Ältere Namensformen sind Warensacker (1481), Wardennsacker (1496), Warings-Acker (1615) oder Warenschradendeill, wobei es sich bei „Schraden“ um ein abgeschnittenes Stück Land handelt. Deel oder Teil ist die Bezeichnung für einen Kirchspielsteil, der etwa 40 bis 50 Feuerstellen umfasste und durch einen eigenen „Gevollmächtigten“ vertreten wurde.
An die Stelle der mehrhundertjährigen Linde, die 1895 zusammengebrochen ist, wurde 1909 eine neue Linde gepflanzt. Daneben wird die Stätte heute mit einer Infotafel und einem Steinmal von 1909 gekennzeichnet, das die Inschrift THINGSTÄTTE WARNINGSACKER trägt. Ob hier tatsächlich ein Thingplatz war, ist indes nicht bewiesen.

## Ursprung und Lage
Auch wenn der Warningsacker erst 1496 explizit als Landtagsplatz genannt wird, so darf man davon ausgehen, dass auch die vorherigen Landtage an dieser Stelle stattfanden. Schon in einer Urkunde von 1329 ist ausdrücklich von einer Volksversammlung die Rede. Die älteste Urkunde, in der die Gesamtheit aller Einwohner des Landes Hadeln (universi Hadelerie inhabitantes) als Vertragspartner (mit der Stadt Lübeck) angeführt wird, stammt von 1298.
Der Platz lag in etwa auf halbem Weg zwischen Altenbruch, dem alten Vorort der sieben Kirchspiele des Hadler Hochlandes und dem Otterndorfer Schloss, in dem spätestens seit 1387 ein Gräfe, als Statthalter des Herzogs von Sachsen-Lauenburg, dem Obergericht vorsaß.

## Anlässe für Landtage
Wichtige Anlässe zur Einberufung des Landtages waren die Erbhuldigungen der Stände beim Regierungsantritt eines neuen Landesherrn. Hierbei erschien der Herzog meist persönlich und musste den Ständen jedes Mal ihre alten Privilegien, die Kirchspielsverfassung und die Kirchenordnung bestätigen. Als seine Vertreter 1575 z. B. vorschlugen, die Kirchspielsgerichte abzuschaffen, oder 1619 ein neues Landrecht einführen wollten, wurde dies von den Hadlern  abgelehnt. Auch sonst traten die Herzöge oft wie Bittsteller auf, um Geldmittel zu erlangen (1530 zum Neubau des abgebrannten Otterndorfer Schlosses, 1586 einen Kornzoll, 1615 für die Befestigung des Otterndorfer Schlosses, 1617 zum Neubau des abgebrannten Lauenburgischen Schlosses, 1660 für Bewaffnung und sonstige militärische Ausgaben, 1683 für die Aussteuer einer Prinzessin). Einmalige Zahlungen wurden von den Ständen meist bewilligt (nachdem sie sie heruntergehandelt hatten), grundsätzlich neue Steuern jedoch abgelehnt. Darüber hinaus wurde der Landtag auch bei drohender Kriegsgefahr und zur Musterung der Hadler Landwehr einberufen, oder bei Änderungen des Landrechts (1558 Abschaffung des Wergeldes).
Nach dem Aussterben der Herzöge von Sachsen-Lauenburg trat 1689 an die Stelle des Gräfen ein kaiserlicher Kommissar, der im Namen Leopolds I. die alten Privilegien bestätigte. Im Jahr darauf beschlossen die Hadler deshalb, die verbliebenen kursächsischen Truppen aus dem Land zu werfen, zur Not mit Waffengewalt (was aber nicht nötig wurde). 1716 und 1717 wurden auf dem Warningsacker wieder neue Sonderabgaben beschlossen, zuerst eine Türkensteuer, dann Beiträge für die Behebung der schweren Schäden durch die große Weihnachtsflut, 1722 noch weitere Abgaben.
Die letzte Erbhuldigung auf dem Warningsacker fand 1731 statt, nachdem das Land Hadeln an Kurhannover gefallen war. Der letzte Gräfe wurde den Ständen auf dem Warningsacker 1799 vorgestellt, danach wurde das Amt nie wieder besetzt.